# Araeopteron rufescens
Araeopteron rufescens là một loài bướm đêm trong họ Erebidae.